# Desmosoma brevipes
Desmosoma brevipes là một loài chân đều trong họ Desmosomatidae. Loài này được Nordenstam miêu tả khoa học năm 1933.